# Avetheropoda
Als Avetheropoda (von Aves und Theropoda, synonym Neotetanurae) werden die beiden fortschrittlicheren Theropodengruppen Carnosauria und Coelurosauria zusammengefasst. Die Benennung erfolgte wegen der Zugehörigkeit der gefiederten Dinosaurier einschließlich der Vögel zu diesem Taxon.
Die Avetheropoda unterscheiden sich durch einige abgeleitete Merkmale von ursprünglichen Theropodengruppen wie den Ceratosauria und den Spinosauroidea. Dazu gehören ein zusätzliches Schädelfenster im Oberkiefer, Modifikationen am Gaumen, Hinterschädel, Becken und Hinterbeinen. Außerdem ist der Bereich, in dem der Schwanz versteift ist, mehr zum Körper hin verschoben.

## Systematik
- Avetheropoda
  - Avetheropoda incertae sedis
    - Bahariasaurus
    - Gasosaurus
    - Ozraptor
    - Quilmesaurus
    - Shanyangosaurus
    - Valdoraptor

  - Carnosauria
  - Coelurosauria